# 2417 McVittie
2417 McVittie је астероид главног астероидног појаса чија средња удаљеност од Сунца износи 3,185 астрономских јединица (АЈ).
Апсолутна магнитуда астероида је 11,8.